# Ok-Hee Ku
Ok-Hee Ku (coreano: 구옥희, 1 de agosto de 1956 - 10 de julio de 2013) fue un jugador de golf profesional de Corea del Sur que jugó en la LPGA de Japón Tour y el LPGA Tour.
Ku ganó 23 veces la LPGA del viaje de Japón entre 1985 y 2005 y ganó una vez el LPGA Tour en 1988, el primero de Corea del Sur en hacerlo.
Fue presidente de la LPGA de Corea 2011-2012.
Ku murió de un ataque al corazón el 10 de julio de 2013 en su residencia en un campo de golf en Shizuoka, Japón, y tenía 56 años.